# 1959年オーストラリア選手権 (テニス)
1959年 オーストラリア選手権 (1959ねんオーストラリアせんしゅけん、1959 Australian Championships) に関する記事。
オーストラリア・アデレード市内にある「メモリアル・ドライブ・テニスクラブ」にて開催され、アレックス・オルメドがオーストラリア選手権では1951年以来のオーストラリア人以外の優勝を果たした。

## 大会の流れ
- 男子シングルスは「37名」の選手による6回戦制で行われ、シード選手は16名であった。5人の選手を絞り落とすため、1回戦として5試合を実施し、他の27名は2回戦から出場した（シード選手は含まず）。男子のシード選手が初戦敗退の場合は「2回戦＝初戦」と表記する。
- 女子シングルスは「32名」の選手による5回戦制で行われ、シード選手は8名であった。

## シード選手

### 男子シングルス
1. ニール・フレーザー　（準優勝）
2. アレックス・オルメド　（初優勝）
3. ロイ・エマーソン　（ベスト8）
4. アンドレス・ヒメノ　（ベスト8）
5. ロッド・レーバー　（3回戦）
6. バリー・マッケイ　（ベスト8）
7. ロバート・マーク　（ベスト4）
8. アール・ブックホルツ　（2回戦＝初戦）
9. ロバート・ハウ　（2回戦＝初戦）
10. ウルフ・シュミット　（ベスト8）
11. ドン・キャンディ　（ベスト8）
12. ヤン＝エリック・ルンドクイスト　（3回戦）
13. ウォーレン・ウッドコック　（3回戦）
14. トレバー・ファンカット　（2回戦＝初戦）
15. マーティン・マリガン　（3回戦）
16. クリス・クロフォード　（3回戦）

### 女子シングルス
1. サンドラ・レイノルズ　（ベスト8）
2. レネ・シュールマン　（準優勝）
3. ロレイン・コグラン　（ベスト8）
4. メアリー・カーター・レイタノ　（優勝、3年ぶり2度目）
5. ジャン・レヘイン　（ベスト4）
6. メアリー・ベヴィス・ホートン　（ベスト4）
7. テルマ・コイン・ロング　（1回戦）
8. ベティ・ホルスタイン　（2回戦）

## 大会経過

### 男子シングルス（大会経過）
準々決勝
-  ニール・フレーザー vs.  ドン・キャンディ　6-2, 6-4, 4-6, 6-4
-  ロバート・マーク vs.  アンドレス・ヒメノ　6-4, 3-6, 7-5, 6-4
-  アレックス・オルメド vs.  ウルフ・シュミット　6-4, 9-7, 3-6, 3-6, 7-5
-  バリー・マッケイ vs.  ロイ・エマーソン　4-6, 10-8, 6-3, 8-6

準決勝
-  ニール・フレーザー vs.  ロバート・マーク　6-4, 6-4, 6-3
-  アレックス・オルメド vs.  バリー・マッケイ　3-6, 8-6, 6-1, 3-6, 6-3

### 女子シングルス（大会経過）
準々決勝
-  ジャン・レヘイン vs.  サンドラ・レイノルズ　6-3, 6-4
-  メアリー・カーター・レイタノ vs.  ベバリー・レイ　8-6, 6-4
-  メアリー・ベヴィス・ホートン vs.  ロレイン・コグラン　6-4, 4-6, 6-0
-  レネ・シュールマン vs.  レスリー・ターナー　6-2, 6-0

準決勝
-  メアリー・カーター・レイタノ vs.  ジャン・レヘイン　6-3, 6-0
-  レネ・シュールマン vs.  メアリー・ベヴィス・ホートン　6-3, 6-0

## 決勝戦の結果
- 男子シングルス： アレックス・オルメド vs.  ニール・フレーザー　6-1, 6-2, 3-6, 6-3
- 女子シングルス： メアリー・カーター・レイタノ vs.  レネ・シュールマン　6-2, 6-3
- 男子ダブルス： ロッド・レーバー＆ ロバート・マーク vs.  ドン・キャンディ＆ ロバート・ハウ　9-7, 6-4, 6-2
- 女子ダブルス： サンドラ・レイノルズ＆ レネ・シュールマン vs.  ロレイン・コグラン＆ メアリー・カーター・レイタノ　7-5, 6-4
- 混合ダブルス： ロバート・マーク＆ サンドラ・レイノルズ vs.  ロッド・レーバー＆ レネ・シュールマン　4-6, 13-11, 6-2